# Sibi parat malum qui alteri parat
 Sibi parat malum qui alteri parat лат. (изговор: сиби парат малум кви алтери парат). Себи спрема зло ко другоме спрема. (Аристотел)

## Поријекло изреке
Изреку изрекао  Аристотел, старогрчки филозоф и  бесједник , једна од назначајнијих личности у историји европске  мисли. ( четврти вијек п. н. е.)

## Изрека у српскоm језику
У српском језику се каже: „Ко другоме јаму копа, сам у њу пада.“

## Значење
Не ваља да другоме смишљаш зло, зато што, тајновита правда, зло окрене против тебе.